# Donauhügelland
Koordinaten: 48° 15′ 0″ N, 18° 15′ 0″ O

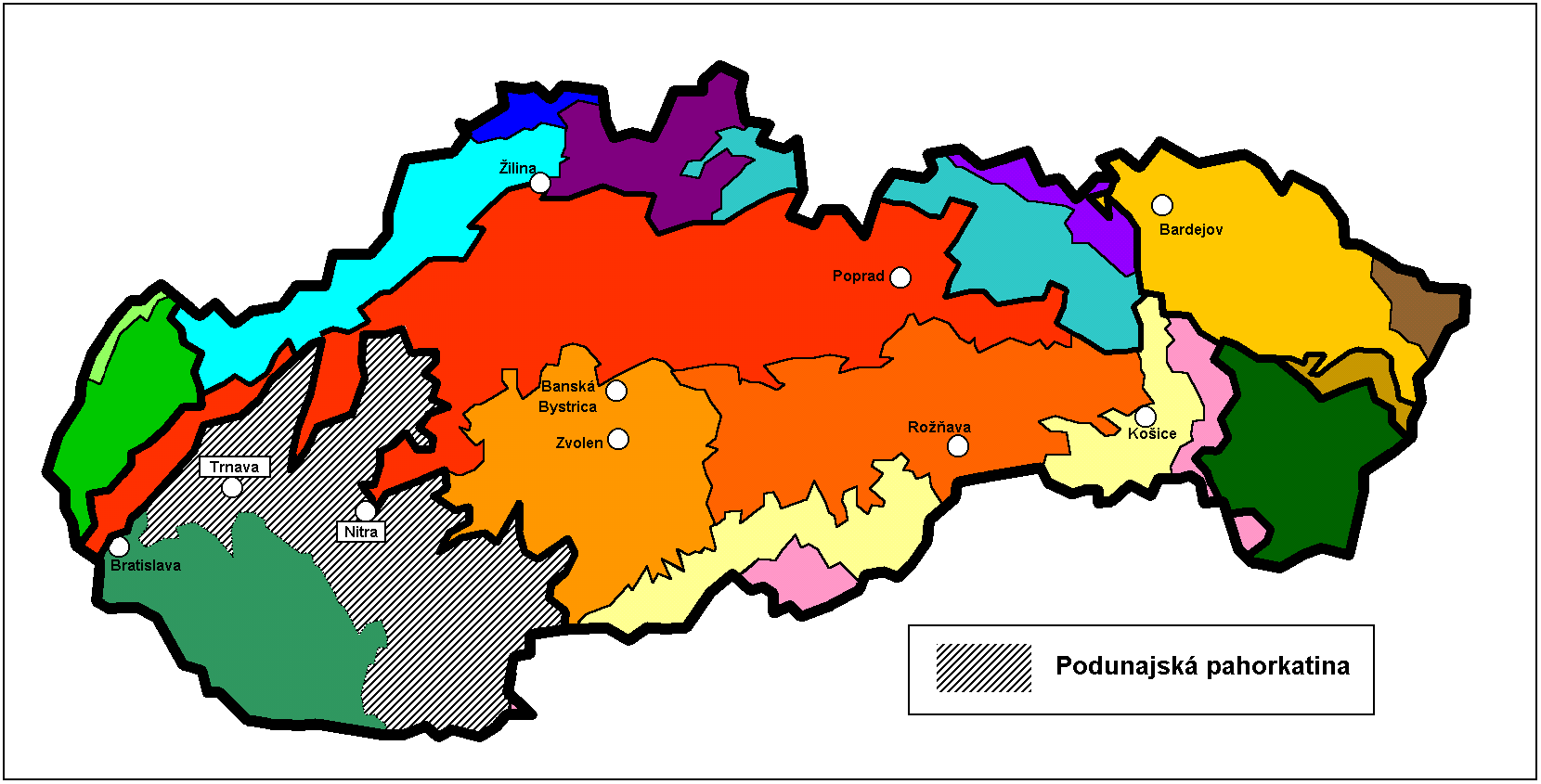
Podunajská pahorkatina innerhalb der Geomorphologischen Einteilung der Slowakei

Das  Donauhügelland (slowakisch Podunajská pahorkatina) ist der nordöstliche, gebirgigere Teil des Donautieflands in der Slowakei.
Das Gebiet befindet sich zwischen der Donauebene und der Donau im Süden, den Kleinen Karpaten im Westen und den restlichen Westkarpaten im Norden und Osten. Die Grenze zur Donauebene verläuft etwa entlang der Linie Bratislava – Senec – Sereď – Nové Zámky – Patince.
Der Boden besteht aus verschiedenen Gesteinsarten (Lehm, Kies, Sande), welche von quartären Sedimenten wie Löss und sehr fruchtbaren Böden (Schwarz- und Braunerden) bedeckt sind.
Die wichtigsten Städte stellen Trnava, Topoľčany, Nitra, Levice, Dudince und Štúrovo dar.
Das Donauhügelland wird von den Flüssen Waag, Nitra, Žitava, Hron und Ipeľ in die folgenden 11 geomorphologischen Teile unterteilt (vom Westen nach Osten gegliedert):
- Trnavská pahorkatina (Tyrnauer Hügelland)
- Dolnovážska niva (Untere Waagebene)
- Nitrianska pahorkatina (Neutraer Hügelland)
- Nitrianska niva (Neutraer Flur)
- Žitavská pahorkatina (Žitavaer Hügelland)
- Žitavská niva (Žitavaer Flur)
- Hronská pahorkatina (Graner Hügelland)
- Hronská niva (Graner Flur)
- Čenkovská niva (Čenkover Flur)
- Ipeľská pahorkatina (Eipeler Hügelland)
- Ipeľská niva (Eipeler Flur)

Die erwähnten Fluren haben ergiebige unterirdische Wasserreservoirs, weitere Wasserspeicher existieren auch bei der Stadt Dudince.
Im Gebiet gibt es eine Reihe kleiner Naturschutzgebiete. Die Sumpfgebiete wurden zum Beispiel in den Paríž-Mooren (Parížske močiare) unter Schutz gestellt. Daneben gibt es auch unterschiedliche Arten der Sandgras- oder Waldebenen wie Čenkovská step oder Chotínske piesky sowie viele geschützte Residuen oder noch original erhaltene Eichenwälder (bei Dubník oder Vŕšok).